# Kobe Challenger 2023 - Doppio
Il doppio del torneo di tennis professionistico Kobe Challenger 2023, facente parte della categoria Challenger 75 nell'ambito dell'ATP Challenger Tour 2023, si è giocato dal 13 al 19 novembre a Kōbe, in Giappone. Tra le sedici coppie di partecipanti erano presenti Shinji Hazawa e Yuta Shimizu, i detentori del titolo ma sono stati eliminati al primo turno.
In finale Evan King e Reese Stalder hanno sconfitto Andrew Harris e Nam Ji-sung con il punteggio di 7–6(3), 2–6, [10–7].

## Teste di serie
1. Evan King /  Reese Stalder (campioni)
2. Andrew Harris /  Nam Ji-sung (finale)

1. Rithvik Choudary Bollipalli /  Arjun Kadhe (primo turno)
2. Ivan Sabanov /  Matej Sabanov (semifinale)

## Wildcard
1. Shinji Hazawa /  Yuta Shimizu (primo turno)

1. Taisei Ichikawa /  Ryuki Matsuda (primo turno)

## Alternate
1. Jason Jung /  Wu Tung-lin (quarti di finale)

1. Sho Shimabukuro /  Seita Watanabe (primo turno)

## Tabellone

### Legenda
| - Q = Qualificato - WC = Wild card - LL = Lucky loser | - ALT = Alternate - SE = Special Exempt - PR = Protected Ranking | - w/o = Walkover - r = Ritirato - d = Squalificato |

|  | Primo turno | Primo turno                   | Primo turno                   | Primo turno | Primo turno |  |  | Quarti di finale | Quarti di finale              | Quarti di finale     | Quarti di finale    | Quarti di finale    |   |   | Semifinali | Semifinali              | Semifinali           | Semifinali                | Semifinali |   |     | Finale | Finale | Finale | Finale | Finale |  |
|  |             |                               |                               |             |             |  |  |                  |                               |                      |                     |                     |   |   |            |                         |                      |                           |            |   |     |        |        |        |        |        |  |
|  | 1           | E King R Stalder              | 1                             | 6           | [10]        |  |  |                  |                               |                      |                     |                     |   |   |            |                         |                      |                           |            |   |     |        |        |        |        |        |  |
|  |             | F Bergevi M Veldheer          | 6                             | 3           | [4]         |  |  | 1                | E King R Stalder              | 2                    | 6                   | [11]                |   |   |            |                         |                      |                           |            |   |     |        |        |        |        |        |  |
|  |             | K Drzewiecki Z Kolář          | K Drzewiecki Z Kolář          | 4           | 2           |  |  |                  | N Kaliyanda Poonacha D Sharan | 6                    | 3                   | [9]                 |   |   |            |                         |                      |                           |            |   |     |        |        |        |        |        |  |
|  |             | N Kaliyanda Poonacha D Sharan | N Kaliyanda Poonacha D Sharan | 6           | 6           |  |  |                  |                               |                      |                     |                     |   |   | 1          | E King R Stalder        | E King R Stalder     | 6                         | 6          |   |     |        |        |        |        |        |  |
|  | 4           | I Sabanov M Sabanov           | 4                             | 6           | [10]        |  |  |                  |                               | 4                    | I Sabanov M Sabanov | I Sabanov M Sabanov | 2 | 1 |            |                         |                      |                           |            |   |     |        |        |        |        |        |  |
|  | Alt         | S Shimabukuro S Watanabe      | 6                             | 4           | [6]         |  |  | 4                | I Sabanov M Sabanov           | I Sabanov M Sabanov  | 6                   | 6                   |   |   |            |                         |                      |                           |            |   |     |        |        |        |        |        |  |
|  |             | B Ellis C Puttergill          | 6                             | 2           | [10]        |  |  |                  | B Ellis C Puttergill          | B Ellis C Puttergill | 4                   | 3                   |   |   |            |                         |                      |                           |            |   |     |        |        |        |        |        |  |
|  |             | T Matsui K Uesugi             | 4                             | 6           | [8]         |  |  |                  |                               |                      |                     |                     |   |   | 1          | Evan King Reese Stalder | 7                    | 2                         | [10]       |   |     |        |        |        |        |        |  |
|  | WC          | S Hazawa Y Shimizu            | 78                            | 4           | [5]         |  |  |                  |                               |                      |                     |                     |   |   |            |                         | 2                    | Andrew Harris Nam Ji-sung | 63         | 6 | [7] |        |        |        |        |        |  |
|  |             | P Raja R Ramanathan           | 6                             | 6           | [10]        |  |  |                  | P Raja R Ramanathan           | 64                   | 6                   | [9]                 |   |   |            |                         |                      |                           |            |   |     |        |        |        |        |        |  |
|  |             | Y-s Chung R Gonzales          | Y-s Chung R Gonzales          | 6           | 6           |  |  |                  | Y-s Chung R Gonzales          | 7                    | 3                   | [11]                |   |   |            |                         |                      |                           |            |   |     |        |        |        |        |        |  |
|  | 3           | R Choudary Bollipalli A Kadhe | R Choudary Bollipalli A Kadhe | 4           | 4           |  |  |                  |                               |                      |                     |                     |   |   |            | Y-s Chung R Gonzales    | Y-s Chung R Gonzales | 65                        | 63         |   |     |        |        |        |        |        |  |
|  | Alt         | J Jung T-l Wu                 | J Jung T-l Wu                 | 6           | 6           |  |  |                  |                               | 2                    | A Harris J-s Nam    | A Harris J-s Nam    | 7 | 7 |            |                         |                      |                           |            |   |     |        |        |        |        |        |  |
|  | WC          | T Ichikawa R Matsuda          | T Ichikawa R Matsuda          | 2           | 0           |  |  | Alt              | J Jung T-l Wu                 | J Jung T-l Wu        | 4                   | 5                   |   |   |            |                         |                      |                           |            |   |     |        |        |        |        |        |  |
|  |             | R Ho M Romios                 | 6                             | 1           | [3]         |  |  | 2                | A Harris J-s Nam              | A Harris J-s Nam     | 6                   | 7                   |   |   |            |                         |                      |                           |            |   |     |        |        |        |        |        |  |
|  | 2           | A Harris J-s Nam              | 1                             | 6           | [10]        |  |  |                  |                               |                      |                     |                     |   |   |            |                         |                      |                           |            |   |     |        |        |        |        |        |  |